# Gábor Halász
Gábor Halász est un mathématicien hongrois spécialiste en théorie analytique des nombres, né le 25 décembre 1941 à Budapest.

## Biographie
Halasz est membre de  l'Institut de mathématiques de l'Académie hongroise des sciences ; il a enseigné à l'Université Loránd-Eötvös de Budapest.

## Recherche
En 1968 et en 1971, Halasz a prouvé un théorème sur la limite supérieure des valeurs moyennes des fonctions multiplicatives de théorie des nombres à valeurs dans le disque unité,. L'« inégalité de Halász-Montgomery » porte son nom et celui de Hugh Montgomery (parfois aussi nommée d'après Halasz seulement.  Ces travaux ont constitué la base de l'approche de la théorie analytique des nombres par Andrew Granville et Kannan Soundararajan.
Avec Pál Turán, Halasz a prouvé des théorèmes sur la distribution des zéros de la fonction zêta de Riemann.
En 1971, il a séjourné à l'Institute for Advanced Study.

## Prix
Halász est membre de l'Académie hongroise des sciences.
- Prix Grünewald 1965 et 1967
- Prix Alfréd-Rényi (1972)
- Prix Paul-Erdős (1976)
- Médaille commémorative Tibor Szele de la Société mathématique de Hongrie (1985)
- Prix Albert Szent-Györgyi (1998)
- Ordre du Mérite hongrois (2008)

## Publications (sélection)
- Gábor Halász, Lászlo László Lovász, Miklós Simonovits et Vera T. Sós (éditeurs), Paul Erdős and his mathematics I et II : Based on the conference, Budapest, Hungary, July 4–11, 1999., vol. I et II, Berlin et Budapest, Springer  et János Bolyai Mathematical Society, coll. « Bolyai Society Mathematical Studies » (no 11), 2002, 728 et 695 p. (zbMATH 0999.00016).
- Gábor Halász et Vera T. Sós (éditeurs), Irregularities of partitions : Papers from the meeting held at Fertod, Hungary, from July 7th through 10th, 1986., Berlin, Springer, coll. « Algorithms and Combinatorics » (no 8), 1989, 165 p. (zbMATH 0999.00016).